# 루이사 암초
루이사 암초(말레이어: Terumbu Semarang Barat Kecil, 중국어 정체자: 南通礁, 병음: Nántōng Jiāo)는 스프래틀리 군도 남쪽에 있는 환초이다. 해당 암초의 모양은 타원형으로, 동서로 약 1.5 km, 남북으로 약 500m씩 각각 구성되어 있다. 그러나 루이사 암초의 대다수가 물에 잠기는 동안, 일부는 썰물에만 제대로 나타나고, 수많은 작은 바위들은 밀물 때에도 물 위에 남아 있는 경우도 간혹 있다.
그리고 해당 암초는 매우 깊은 물속에서 깊이가 깎여 있는 벽과 가파른 경사면처럼 솟아 오르는 구조로 이루어져 있으며, 광범위한 돌과 부드러운 산호도 함께 혼재되어 있다. 다만, 말레이시아가 만든 항해 표지는 남서쪽 지점에 있고 가장 높은 곳에 보이는 바위는 남동쪽 끝에 있다.
또한 바람과 조류에 따라 안전한 정박지를 찾기는 어렵지만, 북서쪽과 남서쪽 끝자락에는 모래가 많이 분포되어 있다. 보트를 위한 가장 신뢰할 수 있는 은신처로는 이 곳에서 약 128km 이격한 스왈로 암초이다. 2014년을 기준으로 브루나이, 중화인민공화국, 중화민국 셋이 서로 자국의 영토로 영유권을 가지고 주장하고 있으며, 말레이시아는 이전까지만 하여도 루이사 암초를 영유하였으며, 그 곳에서 작은 오벨리스크 모양의 콘크리트 신호등을 운영한 적이 있다. 다만, 말레이시아는 해당 암초가 자국의 대륙붕에 놓여 있다는 이웃 나라인 브루나이의 주장을 존중하여 해당 주장을 철회한 바 있다.
이 암초는 중화인민공화국과 중화민국에서는 난퉁자오라는 명칭을 쓴다.

## 같이 보기
- 스프래틀리 군도
  - 스프래틀리 군도 분쟁
- 이어도